# Gerrit Berkelder
Gerrit Berkelder is een politicus en voormalig wethouder voor de Nederlandse partij GroenLinks.
Tussen 1992 en 1995 zat hij in het bestuur van GroenLinks. Hij was van 2005 tot 2010 wethouder in de Nederlandse gemeente Deventer. Daar was hij verantwoordelijk voor openbare ruimte, verkeer, vervoer, milieu, kunst en sport. Hij was wijkwethouder voor Zandweerd-Noord en Keizerslanden.
Bij de gemeenteraadsverkiezingen van maart 2010 had Berkelder zich uitsluitend gekandideerd als lijstduwer. Doordat zijn partij buiten het college van B en W werd gehouden kwam hij niet in aanmerking voor de door hem geambieerde tweede termijn als wethouder.